# Tylototriton broadoridgus
Espèce
Tylototriton broadoridgus est une espèce d'urodèles de la famille des Salamandridae.

## Répartition
Cette espèce est endémique du Hunan en République populaire de Chine.

## Description
Les mâles mesurent entre 61.1 et 72,6 mm et les femelles entre 79.5 et 90,4 mm.

## Étymologie
Le nom spécifique broadoridgus vient de l'anglais broad, large, et de ridge, la crête, en référence à sa large crête dorsale.

## Publication originale
- Shen, Jiang & Mo, 2012 : A new species of the genus Tylototriton (Amphibia, Salamandridae) from Hunan, China. Asian Herpetological Research, sér. 2, vol. 3, p. 21-30 (texte intégral).